# Enrico Letta
Enrico Letta (* 20. srpna 1966 Pisa) je italský politik a od dubna 2013 do února 2014 předseda vlády, který také zasedá v Poslanecké sněmovně. V období 2009–2013 působil jako místopředseda Demokratické strany, v letech 2021–2023 byl jejím předsedou. V minulosti byl také ministrem a europoslancem.

## Mládí a vzdělání
Enrico Letta se narodil v Pise v Toskánsku Giorgiu Lettovi, profesorovi matematiky narozenému v Abruzzo, který vyučoval teorii pravděpodobnosti na Univerzitě v Pise, členovi Accademia dei Lincei a Národní akademie věd, a Anně Banchi, která se narodila v Sassari a vyrostla v Porto Torres. Narodil se do početné rodiny. Mezi jeho strýce z otcovy strany patří středopravicový politik Gianni Letta, blízký poradce Silvia Berlusconiho, a archeolog Cesare Letta, jedna z jeho tet z otcovy strany, Maria Teresa Letta, pracovala jako viceprezidentka organizace Italský červený kříž; prastrýc z matčiny strany je básník a dramatik Gian Paolo Bazzoni.
Poté, co strávil část svého dětství ve Štrasburku, dokončil svou školní docházku v Itálii na klasickém lyceu v Pise. Má titul z oboru politologie, který získal na Univerzitě v Pise a následně získal doktorát na Sant'Anna School of Advanced Studies, postgraduální škole se statutem univerzity.
V letech 2001 až 2003 byl profesorem na Univerzitě Carla Cattanea poblíž Varese. Poté v roce 2003 vyučoval na Sant'Anna School v Pise a v roce 2004 na HEC Paris.

## Osobní život
Enrico Letta je ženatý s Giannou Fregonarou, italskou novinářkou, se kterou měl tři děti, Giacoma, Lorenza a Francesca.
Letta je známý tím, že rád poslouchá rockovou skupinu Dire Straits; je také vášnivým fanouškem AC Milán. Kromě své rodné italštiny mluví plynně francouzsky a anglicky.

## Politická kariéra
- 21. října 1998 – 22. prosinec 1999: ministr pro evropské záležitosti, premiérem byl Massimo D'Alema
- 22. prosince 1999 – 11. červen 2001: ministr průmyslu, obchodu a práce ve vládách premiérů Massima D'Alemy a Giuliana Amata
- od 13. května 2001: člen Poslanecké sněmovny Itálie
- 2004–2006: člen Evropského parlamentu

### Předseda vlády
Po týdnech následujících po patové situaci v parlamentních volbách jej 24. dubna 2013 prezident republiky Giorgio Napolitano pověřil sestavením nové vlády. Dne 27. dubna 2013 předložil seznam členů kabinetu a 28. dubna 2013 vláda složila přísahu do rukou hlavy státu. Již 14. února 2014 však Letta podal demisi. Jeho nástupcem se stal Matteo Renzi.